# 相良実長
相良 実長（さがら さねなが、生年不詳 - 応永24年4月4日（1417年4月20日））は、相良氏の第8代当主。第7代当主相良前頼の長子。初名は頼茂。官途および通称は兵庫允。法名を實阿（実阿）。

## 略歴
明徳5年（1394年）1月19日に父前頼と叔父3人が都城で島津元久・北郷義久の連合軍の攻撃により戦死したために急遽、家督を継いで人吉城主となった。
応永5年（1398年）、斯波義将の女婿渋川満頼が九州探題として着任して下向。菊池武朝はこれに反旗を翻して高瀬城に拠って蜂起したが、満頼と大友親世の連合に攻められて筑後に逃れた。父前頼と同じく心情的には南朝方であった頼茂は武朝を助力しようとしたが及ばなかった。
足利義満はすでに隠居して鹿苑院を名乗っていたが、相良氏を鎮撫すべく、同年9月3日、朝廷より綸旨を出させて頼茂を従五位下に叙して「兵庫允」に任じた。また、この時に名を頼茂から「実長」と改めている。
応永6年（1399年）、実長は日向国真幸院（現えびの市）に出陣し、田之上城（田上城）を攻めて畠山直顕の置いた城代後藤・和田らを追い落とした。
応永8年（1401年）、元薩摩守護島津伊久が鶴田重成を鶴田城（鶴田町）に攻め、薩摩・大隅守護島津元久が鶴田氏を救援して争った際には、実長は牛屎院の兵を率いて伊久の方を救援した。両軍は千町田で合戦し、元久は敗れて、重成は大隅国菱刈（現伊佐市）に逃れた。
時期不明ならが、島津忠国から薩摩国山門郷350町を与えられ、実長は家臣・村山兼長を派遣してこれを守らせた。
また実長の時代は比較的平穏であったので、戦乱により荒廃した社寺の再興に尽力された。井口八幡宮、山田大王社、立興寺（佐牟田）、筒口福昌山法寿寺などが建立された。
応永24年（1417年）逝去。牌所は如意山無量寿院、墓は相良氏の菩提寺である願成寺の金堂山（裏山のこと）にある。なお、鹿児島市吉田町にある実長の墓は供養塔。